# Chiesa di San Tommaso Apostolo (Colle Umberto)
La chiesa di San Tommaso Apostolo è la parrocchiale di Colle Umberto, in provincia di Treviso e diocesi di Vittorio Veneto; fa parte della forania Pedemontana.

## Storia
La prima citazione di una chiesa a Colle Umberto, definita parrocchiale, risale all'11 settembre 1093.
La nuova parrocchiale venne edificata tra il 1806 ed il 1809 su progetto di Sebastiano De Boni per interessamento dell'allora arciprete Giampaolo Malanotti e fu consacrata il 17 settembre 1809.
Nel 1816 fu eretto il campanile e, nel 1928, si provvide a costruire la sagrestia e ad ampliare il presbiterio.

## Descrizione

### Esterno
La facciata a capanna è tripartita da quattro lesene e culmina con il frontone timpanato.
Vicino alla parrocchiale si erge su un alto basamento a scarpa il campanile a pianta quadrata; la cella presenta su ogni lato una bifora ed è coronata dalla cupola poggiante sul tamburo.

### Interno
L'interno dell'edificio si compone di un'unica navata di ampie dimensioni, alta e luminosa con altare maggiore e quattro altari laterali. La sala è ampliata da due cappelle dedicate a Sant'Antonio e a Santa Maria Immacolata, che vennero realizzate durante i lavori realizzati nel XX secolo.